# Porter Ingram
Porter Ingram (* 2. April 1810 in Marlboro, Vermont; † 3. Dezember 1893 in Columbus, Georgia) war ein US-amerikanischer Jurist und konföderierter Politiker. Er gehörte der Demokratischen Partei an.

## Werdegang
Porter Ingram, Sohn von Polly Underwood (1780–1863) und Jonathan Ingram (1779–1855), wurde 1810 in Marlboro (Windham County) geboren und wuchs dort auf. Seine Kindheit war vom Britisch-Amerikanischen Krieg überschattet. Er besuchte eine lokale Gemeinschaftsschule, bevor er auf das Williams College in Williamstown (Massachusetts) ging. Nach einem Jahr, 1832, wechselte er als Sophomore an das Yale College in New Haven (Connecticut). Im Anschluss studierte er Jura bei Hiram P. Hunt (1796–1865) in Troy (New York). Im nachfolgenden Jahr zog er nach Georgia und ließ sich in Hamilton (Harris County) nieder. Nach dem Erhalt seiner Zulassung als Anwalt dort eröffnete er seine eigne Anwaltspraxis. 1853 zog er nach Columbus (Muscogee County), wo er zwei Jahrzehnte lang als Richter am City Court tätig war und das Richteramt dann auf eigenen Wunsch niederlegte. Zu jener Zeit betrieb er auch eine eigne Plantage und besaß 45 Sklaven.
Obwohl er keine politischen Ambitionen hatte, nahm er 1858 an der National Democratic Convention teil und 1861 an der Sezessionsversammlung von Georgia, wo er sich gegen die Sezession aussprach. Betreffend der Sezession der Südstaaten gab er später in seinem Amnestiegesuch folgendes wieder:

„I took a public, open and determined stand against the movement.“

Während des anhaltenden Bürgerkrieges wurde er trotzdem 1863 in einer Nachwahl in den ersten Konföderiertenkongress gewählt, um dort die Vakanz zu füllen, die durch den Rücktritt von Hines Holt (1805–1865) am 1. März 1863 entstand. Ingram trat seinen Posten am 12. Januar 1864 an. In der Folgezeit spielte er konsequent eine untergeordnete Rolle bei der Unterstützung der Kriegsanstrengungen und saß im Committee on Medical Depts. Er verzichtete auf eine erneute Kandidatur. Als sich dann aber im April 1865 Generalmajor James H. Wilson (1837–1925) mit seiner Unionskavallerie Columbus näherte, verteidigte Ingram diese zusammen mit der Bürgerwehr.
Er verstarb 1893 in Columbus und wurde dann dort auf dem Linwood Cemetery beigesetzt.

## Familie
Ingram war zweimal verheiratet. Er heiratete 1848 zuerst Sarah Ann Jarratt († 1855), Tochter von Jas. D. und J.H. Jarratt. Das Paar bekam mindestens eine Tochter: Mary Jane (1849–1934). Nach dem Tod seiner ersten Ehefrau heiratete er 1860 Elizabeth Martin Lewis (1829–1908), Tochter von Sarah Ann Abercrombie (1809–1876) und Ulysses Lewis (1799–1856).
Das Paar bekam mindestens sechs gemeinsame Kinder: Annie Abercrombie (1862–1864), Thomas Lewis (1864–1939), Mattie Freeny (1865–1868), Bessie Bell (1866–1868), Bessie (1870–1955) und Jennie Ella (1874–1892).